# Euthycera stichospila
Euthycera stichospila är en tvåvingeart som först beskrevs av Leander Czerny 1909.  Euthycera stichospila ingår i släktet Euthycera och familjen kärrflugor.
Artens utbredningsområde är Spanien. Inga underarter finns listade i Catalogue of Life.